# Dziurawiec (Dolina Kościeliska)
Dziurawiec – jaskinia w Dolinie Kościeliskiej w Tatrach Zachodnich. Ma dwa otwory wejściowe położone na zachodnim zboczu Doliny Kościeliskiej, za Bramą Kraszewskiego, w pobliżu Szczeliny przy Dziurawcu, na wysokości 1025 metrów n.p.m. Jaskinia jest pozioma, a jej długość wynosi 22 metry.

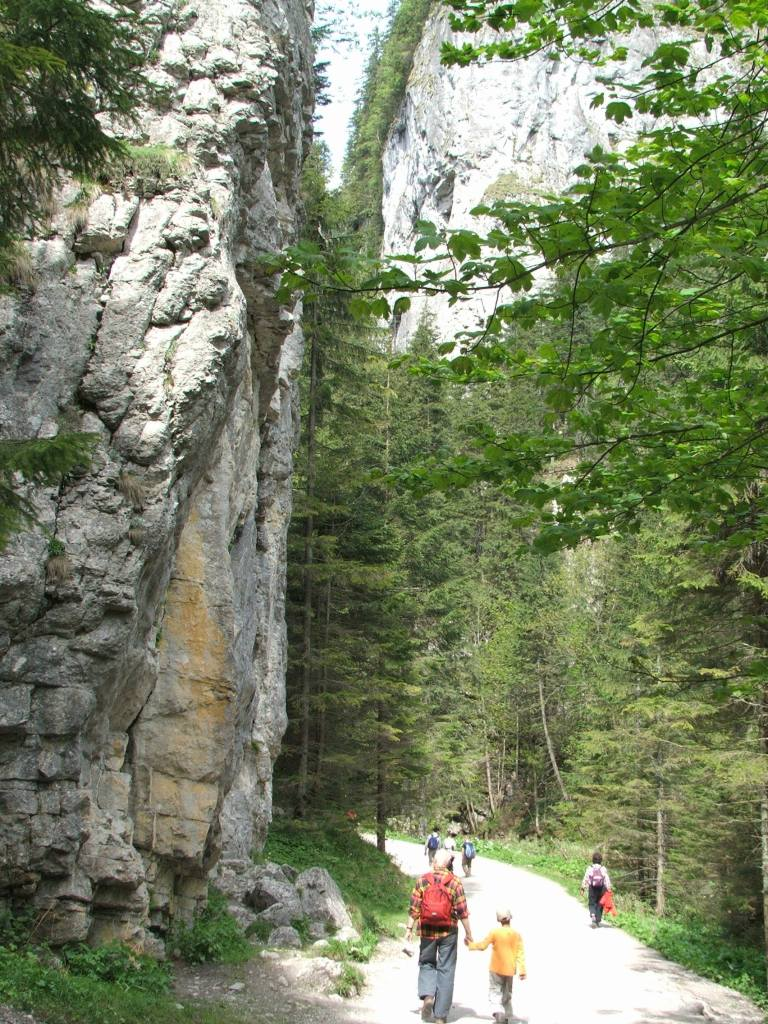
Brama Kraszewskiego w Dolinie Kościeliskiej

## Opis jaskini
Jaskinię stanowi korytarz prowadzący z dużego przedsionka przy obszernym otworze południowym do małego przedsionka przy otworze północnym. Po drodze odchodzą od niego dwa boczne, krótkie korytarzyki.

## Przyroda
Prawdopodobnie jaskinia jest fragmentem podziemnego przepływu Potoku Kościeliskiego. 
Można w niej spotkać nacieki grzybkowe.
W obu przedsionkach jaskini rosną paprocie, mchy i porosty.

## Historia odkryć
Jaskinia była znana od dawna. Widać to po zachowanych znakach poszukiwaczy skarbów przy północnym otworze. Jan Gwalbert Pawlikowski napisał w 1887 roku: W prawym zboczu Doliny Kościeliskiej leży blisko jej ujścia, w górze, grota dwuwylotowa, tworząca korytarz ciasny i błotny. Położenie dzikie, wcale ładne. (Za Dolinę Kościeliską uważał Pawlikowski tylko część leżącą powyżej Lodowego Źródła).
Kazimierz Kowalski w 1952 roku sporządził plan i opis jaskini.